# Kierinsaari (ö i Norra Savolax, Nordöstra Savolax, lat 62,97, long 28,59)
Kierinsaari är en ö i Finland. Den ligger i sjön Saarijärvi och i kommunen Kaavi i den ekonomiska regionen  Nordöstra Savolax ekonomiska region  och landskapet Norra Savolax, i den centrala delen av landet, 400 km nordost om huvudstaden Helsingfors. Öns area är 1,6 hektar och dess största längd är 210 meter i sydöst-nordvästlig riktning.